# Climat de la Mayenne
La Mayenne appartient à la région séquanienne, c'est-à-dire que son climat est analogue à celui du bassin de la Seine. Il est généralement sain, excepté près des étangs. Le grand nombre de ses collines, l'étendue de ses forêts, la multiplicité de ses étangs et des rivières, qui y entretiennent l'atmosphère constamment humide, le rendent plus froid que les départements qui le limitent. 
Au XIXe siècle, la moyenne de la température en hiver est de 3°95, celle de l'été est de 17° 6. La moyenne des jours de pluie est de 140 par an ; la hauteur des pluies est de 80 cm environ, soit 3 cm de plus que la moyenne de la France.

## Sources
- Géographie du département de la Mayenne. Adolphe Joanne. Paris : Hachette, 1881.